# Tour de France de 1963
O Tour de France 1963 foi a 50º Volta a França, teve início no dia 23 de Junho e concluiu-se em 14 de Julho de 1963. A corrida foi composta por 21 etapas, no total mais de 4137 km, foram percorridos com uma média de 37,092 km/h.

## Resultados

### Classificação geral
| Pos | Nome                | País     | Equipa | Tempo        |
| --- | ------------------- | -------- | ------ | ------------ |
| 1   | Jacques Anquetil    | França   |        | 113h 30' 05" |
| 2   | Federico Bahamontes | Espanha  |        | 3' 35"       |
| 3   | José Perez-Frances  | Espanha  |        | 10' 14"      |
| 4   | Jean-Claude Lebaube | França   |        | 11' 55"      |
| 5   | Armand Desmet       | Bélgica  |        | 15' 00"      |
| 6   | Angelino Soler      | Espanha  |        | 15' 04"      |
| 7   | Renzo Fontona       | Itália   |        | 15' 27"      |
| 8   | Raymond Poulidor    | França   |        | 16' 46"      |
| 9   | Hennes Junkermann   | Alemanha |        | 18' 53"      |
| 10  | Rik Van Looy        | Bélgica  |        | 19' 24"      |